# Slag bij Yellow Bayou
De Slag bij Yellow Bayou vond plaats op 18 mei 1864 in Avoyelles Parish Louisiana tijdens de Amerikaanse Burgeroorlog. Toen Noordelijke verkenners Zuidelijke eenheden bij Yellow Bayou hadden opgemerkt, kreeg brigadegeneraal Joseph Mower het bevel om hun opmars te stoppen. Na verschillende aanvallen en tegenaanvallen werd de Zuidelijke opmars gestuit.

## Achtergrond
Na de Slag bij Mansfield en de Slag bij Pleasant Hill had generaal-majoor Nathaniel P. Banks zich teruggetrokken. Op 17 mei bereikte hij en zijn troepen de Atchafalaya-rivier. Zijn genie-troepen dienden eerste een brug te bouwen voor hij zijn troepen in veiligheid kon brengen op de andere oever.

## De slag
Op 18 mei meldden Noordelijke verkenners de aanwezigheid van de Zuidelijke generaal-majoor Richard Taylors eenheden bij Yellow Bayou. Banks gaf het bevel brigadegeneraal A.J. Smith om de Zuidelijken tegen te houden. Smith gaf dit bevel door aan brigadegeneraal Joseph Mower. De Noordelijken vielen de Zuidelijke slaglinie aan. Het initieel succes voor Mower werd tenietgedaan door een Zuidelijke tegenaanval. Uiteindelijk slaagden de Noordelijken erin om de Zuidelijke tegenaanval te stoppen. De strijd duurde verschillende uren voor de Zuidelijken zich uiteindelijk terugtrokken.

## Gevolgen
Yellow Bayou was de laatste slag van de mislukte Red Riverveldtocht. Hoewel hun doelstellingen niet behaald werden, kon het leger ontsnappen om de strijd verder te zetten.